# Vietnam en de Europese Unie
De diplomatieke banden tussen Vietnam (officieel de “Socialistische Republiek Vietnam”) en Europa kwamen in oktober 1990 tot stand met de toenmalige Europese Economische Gemeenschap (EEG), de voorloper van de Europese Unie. Een kaderovereenkomst voor samenwerking werd ondertekend na de eerste vergadering van de Gemengde Commissie in 1996.

## Voorgeschiedenis
De relaties tussen Europese landen en Vietnam gaan terug tot de koloniale periode in de 15e eeuw, met de eerste contacten tussen Portugese, Italiaanse, Britse en Franse handelaren. Van 1887 tot 1954 stond Vietnam onder Frans bestuur.

## Vrijhandelsverdrag
Reeds in 2012 werd een samenwerkingsakkoord (“Comprehensive Partnership and Cooperation”) gesloten. Na bijna drie jaar onderhandelen werd in december 2015 het vrijhandelsverdrag officieel aangekondigd, al was het niet meteen van kracht. Op 30 juni 2019 werd een vrijhandelsovereenkomst en een overeenkomst inzake investeringsbescherming tussen beide partijen ondertekend. De vrijhandelsovereenkomst zelf (“Vrijhandelsovereenkomst tussen de Europese Unie en de Socialistische Republiek Vietnam”, Engels “EU–Vietnam Free Trade Agreement”, EVFTA) werd op 12 februari 2020 door het Europees Parlement goedgekleurd, en zowel de EVFTA als de Overeenkomst inzake investeringsbescherming (EVIPA) werden op 8 juni 2020 door de Vietnamese Nationale Vergadering geratificeerd. De bepalingen inzake investeringsbescherming moeten wel nog door de Europese lidstaten geratificeerd worden.
Een van de struikelblokken was de Europese bezorgdheid om de mensenrechten, meer in het bijzonder de vakbondsrechten van Vietnamese werknemers. Hiervoor zijn weliswaar in het verdrag voldoende formele garanties opgenomen, maar veel hangt af van een correcte toepassing in de praktijk.
De EU was in 2016 Vietnams op twee na grootste handelspartner (na China en de VS) en de tweede exportmarkt voor Vietnamese producten.